# A Broken Frame
A Broken Frame este al doilea album de studio al trupei Depeche Mode.

## Ediții și conținut

### Ediția originală
Ediție comercială în Marea Britanie
cat.# CD STUMM 9 (album pe CD, lansat de Mute)
1. "Leave In Silence" (Album Version) - 4:48
2. "My Secret Garden" (Album Version) - 4:46
3. "Monument" (Album Version) - 3:14
4. "Nothing To Fear" (Album Version) - 4:16
5. "See You" (Album Version) - 4:33
6. "Satellite" (Album Version) - 4:43
7. "The Meaning Of Love" (Album Version) - 3:06
8. "A Photograph Of You" (Album Version) - 3:05
9. "Shouldn't Have Done That" (Album Version) - 3:13
10. "The Sun & The Rainfall" (Album Version) - 5:05

### Ediția pe vinil (12") și pe casetă audio (MC)
Ediții comerciale în Marea Britanie
cat.# STUMM 9 (album pe disc de vinil de 12", lansat de Mute)
cat.# C STUMM 9 (album pe casetă audio, lansat de Mute)
fața A:
1. "Leave In Silence" (Album Version) - 4:48
2. "My Secret Garden" (Album Version) - 4:46
3. "Monument" (Album Version) - 3:14
4. "Nothing To Fear" (Album Version) - 4:16
5. "See You" (Album Version) - 4:33

fața B:
1. "Satellite" (Album Version) - 4:43
2. "The Meaning Of Love" (Album Version) - 3:06
3. "A Photograph Of You" (Album Version) - 3:05
4. "Shouldn't Have Done That" (Album Version) - 3:13
5. "The Sun & The Rainfall" (Album Version) - 5:05

### Ediția americană pe CD
"Leave In Silence" nu este în varianta "Album version", ci "Longer". În plus, a fost adăgată piesa "My Secret Garden" (Further Excerpts From:).
Ediție comercială în SUA
cat.# 23751-2 (album pe CD, lansat de Sire), lansat la 3 noiembrie 1982
Ediție comercială în Japonia
cat.# 18P2-2676 (album pe CD, lansat de Warner Bros - Pioneer)
cat.# WPCR-1323 (album pe CD, lansat de Warner Bros), reeditare
1. "Leave In Silence" (Longer) - 6:28
2. "My Secret Garden" (Album Version) - 4:46
3. "Monument" (Album Version) - 3:14
4. "Nothing To Fear" (Album Version) - 4:16
5. "See You" (Album Version) - 4:35
6. "Satellite" (Album Version) - 4:40
7. "The Meaning Of Love" (Album Version) - 3:06
8. "My Secret Garden" (Further Excerpts From:) - 4:23
9. "A Photograph Of You" (Album Version) - 3:04
10. "Shouldn't Have Done That" (Album Version) - 3:10
11. "The Sun & The Rainfall" (Album Version) - 5:02

### Ediția americană pe vinil (12") și pe casetă audio (MC)
Exact același cuprins ca ediția americană pe CD, cu modificările de rigoare comparativ cu ediția britanică.
Ediție comercială în SUA
cat.# 23751-1 (album pe disc de vinil de 12", lansat de Sire), lansat la 3 noiembrie 1982
cat.# 23751-4 (album pe casetă audio, lansat de Sire), lansat de 3 noiembrie 1982
Ediție comercială în Japonia
cat.# P-11294 (album pe disc de vinil de 12", lansat de Sire)
fața A:
1. "Leave In Silence" (Longer) - 6:28
2. "My Secret Garden" (Album Version) - 4:46
3. "Monument" (Album Version) - 3:14
4. "Nothing To Fear" (Album Version) - 4:16
5. "See You" (Album Version) - 4:35

fața B:
1. "Satellite" (Album Version) - 4:40
2. "The Meaning Of Love" (Album Version) - 3:06
3. "My Secret Garden" (Further Excerpts From:) - 4:23
4. "A Photograph Of You" (Album Version) - 3:04
5. "Shouldn't Have Done That" (Album Version) - 3:10
6. "The Sun & The Rainfall" (Album Version) - 5:02

### Mostră promoțională
Ediție promoțională în SUA
cat.# PRO-A-1084 (mostră promoțională de album pe disc de vinil de 12", lansat în SUA), lansat de 8 aprilie 1982
fața A:
1. "Leave In Silence" (Longer) - 6:28
2. "A Photograph Of You" (Album Version) - 3:04

fața B:
1. "My Secret Garden" (Album Version) - 4:46
2. "My Secret Garden" (Further Excerpts From:) - 4:23

## Single-uri

### În Marea Britanie
1. "See You" (29 ianuarie 1982)
2. "The Meaning of Love" (26 aprilie 1982)
3. "Leave in Silence" (16 august 1982)

### În SUA
1. "See You" (16 iulie 1982)